# San Fernando de Paco
San Fernando de Paco, también conocido como Dilao, o simplemente Paco,  es un de los dieciséis distritos de la ciudad de Manila en la República de Filipinas. 

## Geografía
Ubicado en la margen izquierda del río Pasig, limita al norte cono los Distritos de Quiapo y de San Miguel; al oeste de Santa Ana; al suroeste de Pandacan; al norte de Malate; al noroeste de San Andrés; y al este de Ermita. 
Según el censo de 2000, tiene una población de 64.184 personas que habitan en  13.438 hogares.

### Barangayes
Paco se divide administrativamente en 43 barangayes o barrios, todos de carácter urbano.

## Historia
A principios del siglo XIX formaba parte del Corregimiento de Tondo  en cuyo territorio se hallaba la plaza y ciudad de Manila.